# Johann Jakob Bodmer

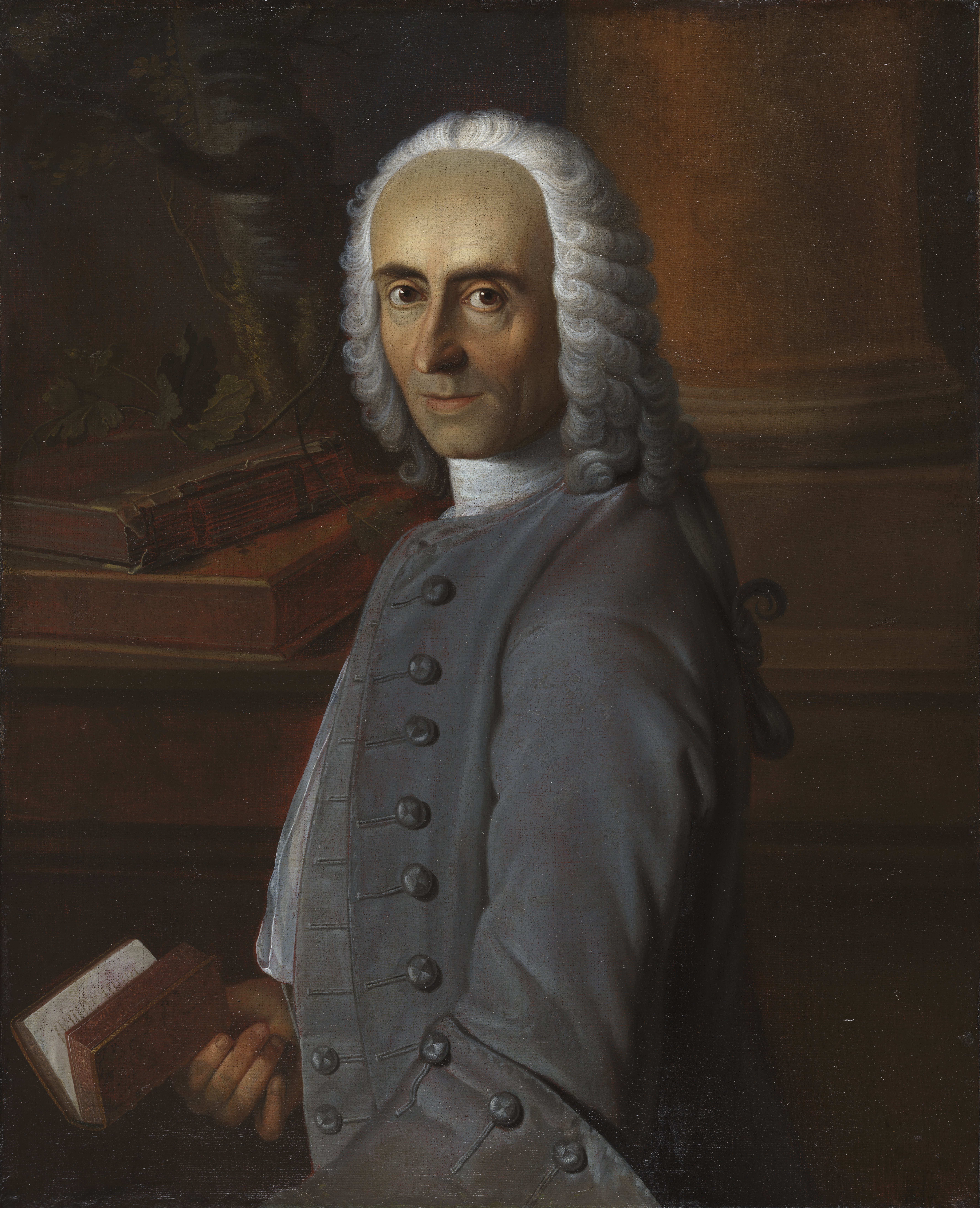
Johann Jakob Bodmer in jüngeren Jahren

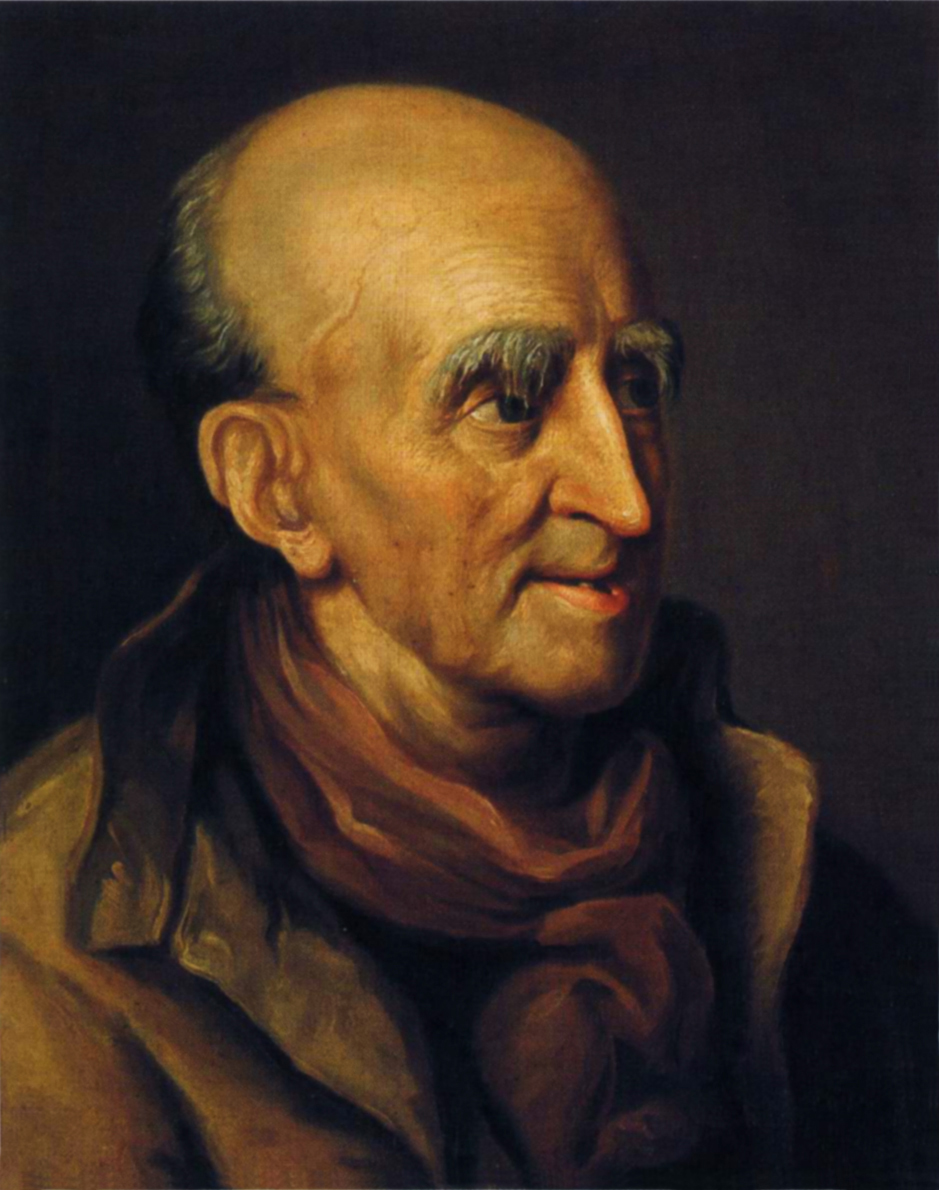
Johann Jakob Bodmer, gespiegelte Kopie im Gleimhaus nach dem Porträt von Anton Graff. Graff fertigte den Entwurf für das Originalgemälde auf seiner Schweiz-Reise von 1781.

Johann Jakob Bodmer (* 19. Juli 1698 in Greifensee; † 2. Januar 1783 auf Gut Schönenberg bei Zürich) war ein Schweizer Philologe.

## Leben
Johann Jakob Bodmer wuchs in einem Pfarrhaus auf. Er war Sohn des Pfarrers Hans Jakob Bodmer (1661–1736). Nach einem Studium der Theologie und einer Ausbildung zum Kaufmann war er als Professor für helvetische Geschichte und Politik am Collegium Carolinum in Zürich tätig. Schon 10 Jahre zuvor, ab 1721, gab er zusammen mit Johann Jakob Breitinger die Moralische Wochenschrift Discourse der Mahlern heraus. Bodmer gründete zudem 1727 vorübergehend eine Helvetische Gesellschaft zur Pflege heimatlicher, zürcherischer und Schweizer Geschichte.
Bedeutsam ist Bodmers Neuentdeckung der mittelhochdeutschen Dichtung sowie seine Tätigkeit als Übersetzer von Homer und John Milton. Jacob Hermann Obereit, den wirklichen Entdecker der Nibelungenhandschrift in der Schlossbibliothek zu Hohenems, betrog er um diese Ehre.
Bodmers entscheidender Beitrag zur deutschen Literaturgeschichte war sein zusammen mit seinem Freund Breitinger ausgetragener Streit mit dem deutschen «Literaturpapst» Johann Christoph Gottsched. Seine literaturtheoretischen Prinzipien formulierte Bodmer in Critische Abhandlung von dem Wunderbaren in der Poesie von 1740. Gegen Gottscheds französische Vorbilder favorisierte er den englischen Sensualismus von John Milton; gegen die Verehrung der Antike hielt er das Mittelalter hoch, womit er die Romantik entscheidend beeinflusste. In gewisser Weise war der Streit zwischen Bodmer, Breitinger und Gottsched eine deutsche Variante der französischen Querelle des Anciens et des Modernes.

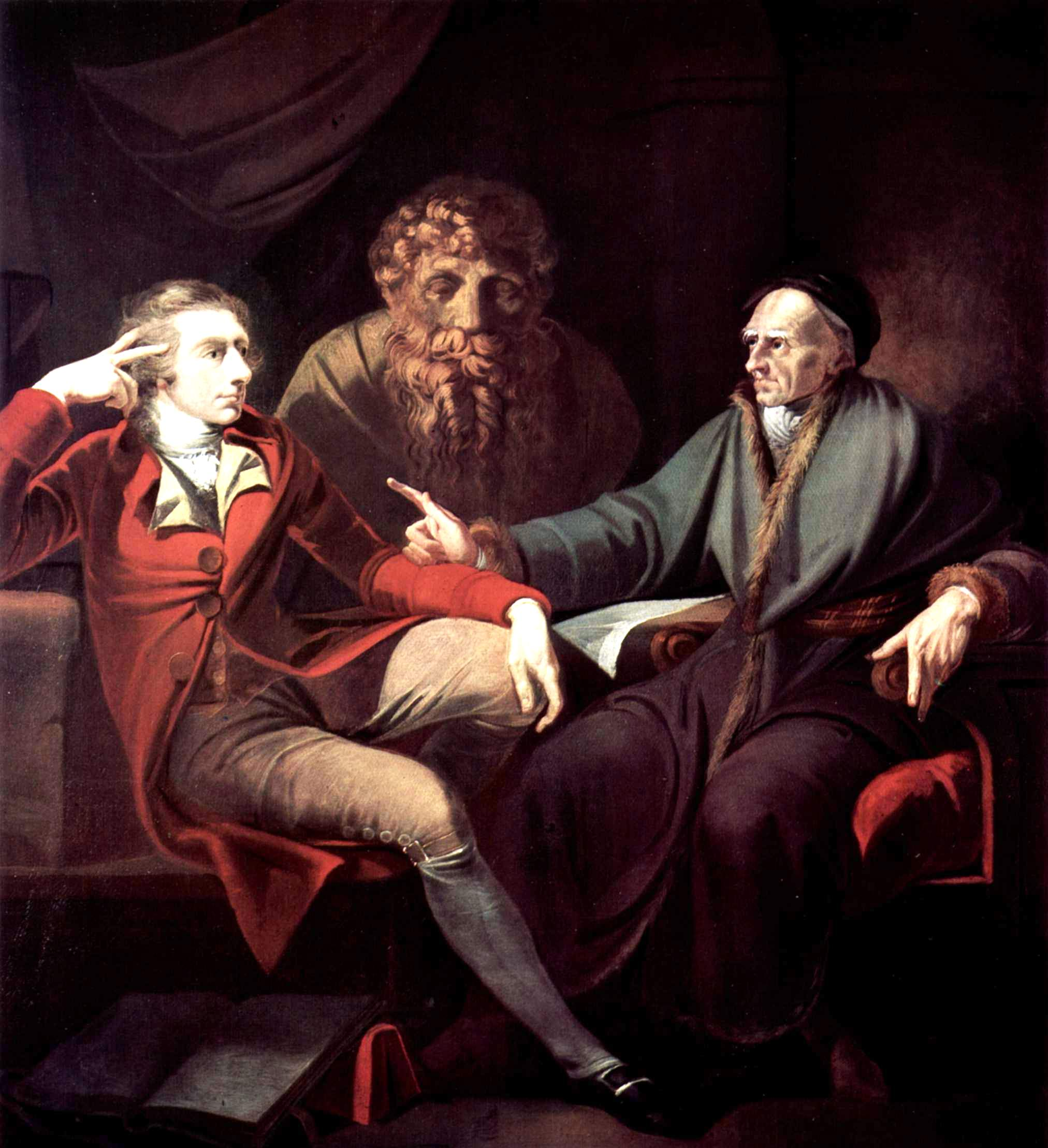
Johann Heinrich Füssli: Füssli im Gespräch mit Johann Jakob Bodmer

Neben seinem prägenden Einfluss auf das literarische Leben in Zürich war Bodmer eine bedeutende Persönlichkeit in der Bibliotheksgeschichte der Stadt. 1722 trat er als Mitglied in die städtische Bibliotheksgesellschaft ein, ab 1758 fungierte er als deren Vizepräsident. Auf Bodmers Vorschlag hin änderte die Gesellschaft den Namen ihrer Institution in Stadtbibliothek. Zudem vermachte Bodmer der Stadtbibliothek Zürich einen grosszügigen Geldbetrag sowie einen wesentlichen Teil seiner privaten Büchersammlung, die nach seinem Tod in den Bestand der Bibliothek überging.

## Nachlass, Ehrungen
Briefe, Unterlagen zur Person, Materialien und Lebenserinnerungen aus dem Nachlass von Johann Jakob Bodmer befinden sich in der Handschriftenabteilung der Zentralbibliothek Zürich. Als Hommage an diesen wichtigen Zürcher und Förderer der Bibliothek thront Bodmer noch heute als Standbild zur rechten Seite von Conrad Gessner über dem Eingang der Zentralbibliothek.
Die Bodmerstrasse im Engequartier in Zürich wurde nach Johann Jakob Bodmer benannt, ebenso die Bodmergasse in Wien-Donaustadt (22. Bezirk).

## Schriften (Auswahl)

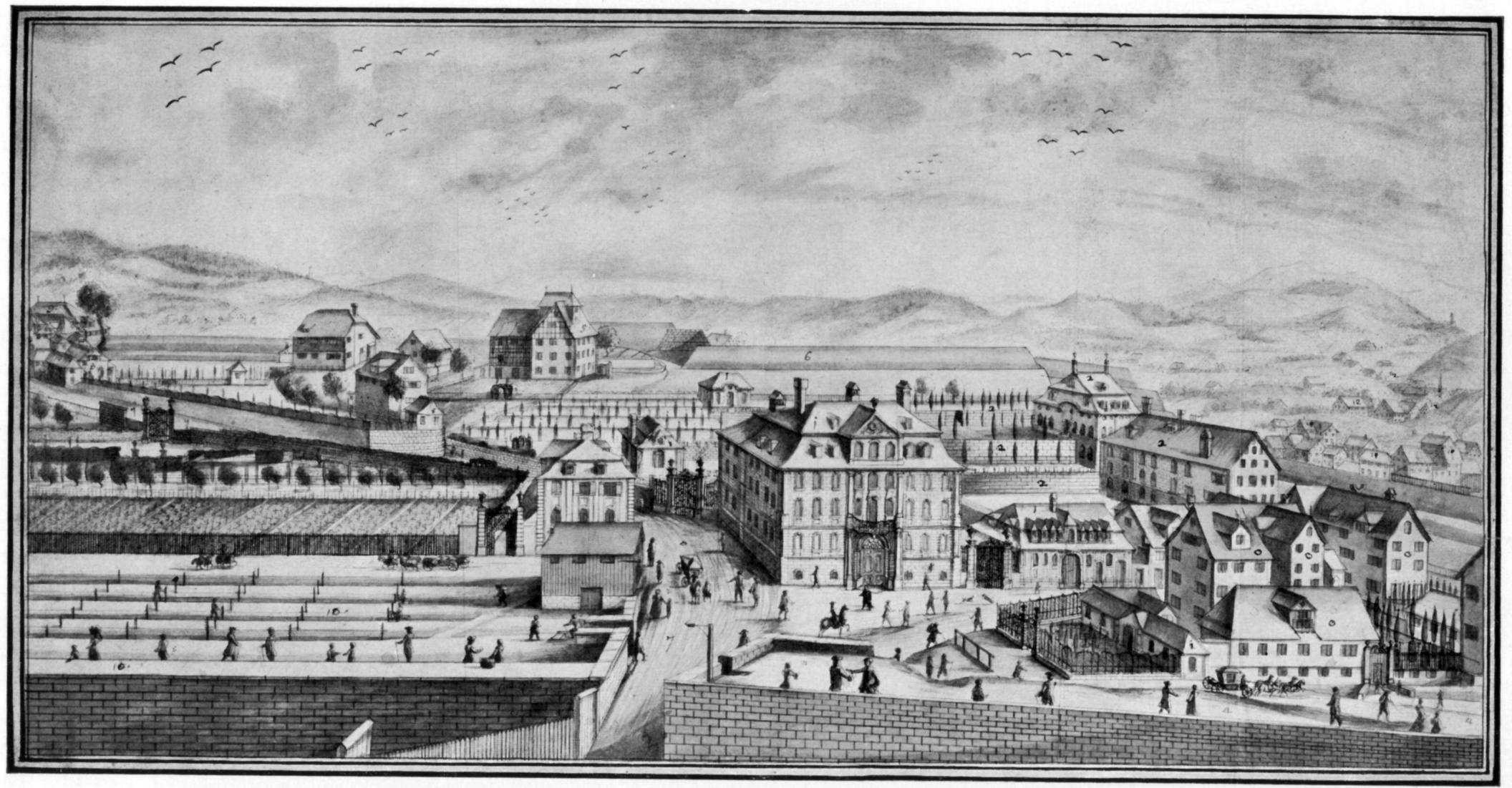
Das Haus Bodmers in Zürich (im Hintergrund links) auf einer Ansicht von 1772

- Des Freyherrn von Canjtz satyrische und sämtliche übrige Gedichte. Zürich 1737, doi:10.3931/e-rara-1574 Digitalisat der Zentralbibliothek Zürich
- Die Discourse der Mahlern. Zürich 1721–1723, doi:10.3931/e-rara-8673 Digitalisat der Zentralbibliothek Zürich
- Brief-Wechsel von der Natur des poetischen Geschmackes. Zürich 1736, doi:10.3931/e-rara-15738 Digitalisat der Zentralbibliothek Zürich
- Critische Abhandlung von dem Wunderbaren in der Poesie. Zürich 1740, doi:10.3931/e-rara-15659 Digitalisat der Zentralbibliothek Zürich
- Kritische Betrachtungen über die poetischen Gemälde der Dichter. Zürich 1741, doi:10.3931/e-rara-89132 Digitalisat der Zentralbibliothek Zürich
- Sammlung Critischer, Poetischer, und andrer geistvollen Schriften. Zürich 1741–1744, doi:10.3931/e-rara-15666 Digitalisat der Zentralbibliothek Zürich
  - Bd. 1 (Digitalisat und Volltext im Deutschen Textarchiv)
  - Bd. 2 (Digitalisat und Volltext im Deutschen Textarchiv)
  - Bd. 3 (Digitalisat und Volltext im Deutschen Textarchiv)
  - Bd. 4 (Digitalisat und Volltext im Deutschen Textarchiv)
  - Bd. 5 (Digitalisat und Volltext im Deutschen Textarchiv)
  - Bd. 6 (Digitalisat und Volltext im Deutschen Textarchiv)
  - Bd. 7 (Digitalisat und Volltext im Deutschen Textarchiv)
  - Bd. 8 (Digitalisat und Volltext im Deutschen Textarchiv)
  - Bd. 9 (Digitalisat und Volltext im Deutschen Textarchiv)
  - Bd. 10 (Digitalisat und Volltext im Deutschen Textarchiv)
  - Bd. 11 (Digitalisat und Volltext im Deutschen Textarchiv)
  - Bd. 12 (Digitalisat und Volltext im Deutschen Textarchiv)
- Critische Briefe. Zürich 1746, doi:10.3931/e-rara-88901 Digitalisat der Zentralbibliothek Zürich
- Critische Lobgedichte und Elegien. Zürich 1747, doi:10.3931/e-rara-15712 Digitalisat der Zentralbibliothek Zürich
- Proben der alten schwäbischen Poesie des dreyzehnten Jahrhunderts. Aus der Manessischen Sammlung. Zürich 1748, doi:10.3931/e-rara-15795 Digitalisat der Zentralbibliothek Zürich
- Neue Critische Briefe über gantz verschiedene Sachen, von verschiedenen Verfassern. Zürich 1749, doi:10.3931/e-rara-86751 Digitalisat der Zentralbibliothek Zürich
- Edward Grandisons Geschichte in Görlitz. Berlin 1755 (Digitalisat in der Digitalen Bibliothek Mecklenburg-Vorpommern).
- Fabeln aus den Zeiten der Minnesinger. Zürich 1757, doi:10.3931/e-rara-66239 Digitalisat der Zentralbibliothek Zürich
- Der Hungerthurn in Pisa. Ein Trauerspiel. Chur und Lindau 1769, doi:10.3931/e-rara-67565 Digitalisat der Zentralbibliothek Zürich
- Karl von Burgund. Ein Trauerspiel. Bern 1771, doi:10.3931/e-rara-15772 Digitalisat der Zentralbibliothek Zürich

## Literatur

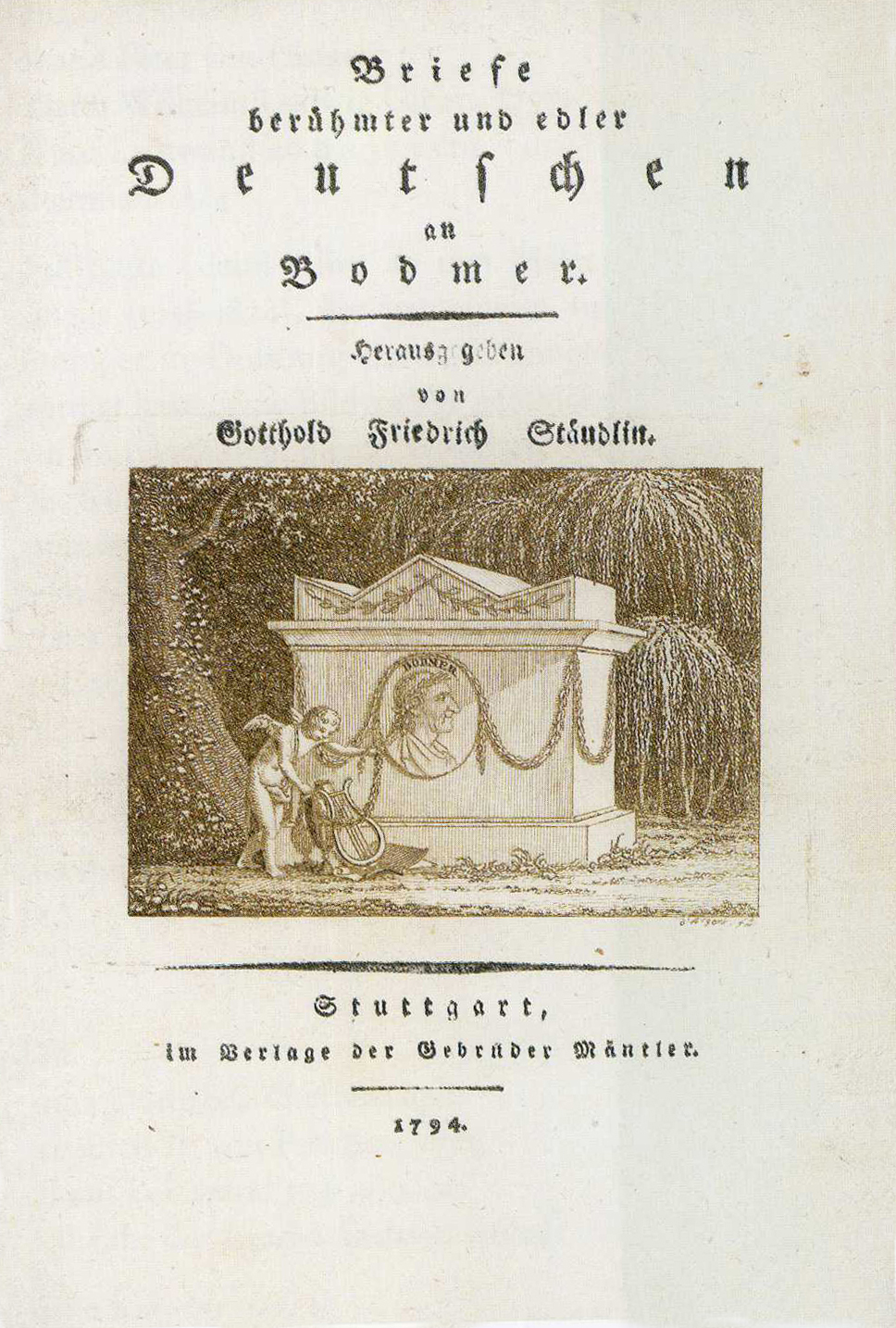

## Übersetzungen
- Johann Miltons Verlust des Paradieses. Zürich 1732, doi:10.3931/e-rara-15720 Digitalisat der Zentralbibliothek Zürich
- Johann Miltons episches Gedichte von dem verlohrnen Paradiese. Zürich 1742, doi:10.3931/e-rara-88807 Digitalisat der Zentralbibliothek Zürich
- Johann Miltons verlohrnes Paradies. Zürich 1759, doi:10.3931/e-rara-21391 Digitalisat der Zentralbibliothek Zürich
- Johann Miltons verlohrnes Paradies / verbesserte Uebersetzung. Zürich 1769, doi:10.3931/e-rara-38474 Digitalisat der Zentralbibliothek Zürich